# Guéckédou (prefectuur)
Guéckédou is een prefectuur in de regio Nzérékoré van Guinee. De hoofdstad is Guéckédou. De prefectuur heeft een oppervlakte van 4.240 km² en heeft 290.611 inwoners.
De prefectuur ligt in het zuiden van het land, grenzend aan de landen Sierra Leone en Liberia.

## Subprefecturen
De prefectuur is administratief verdeeld in 10 sub-prefecturen:

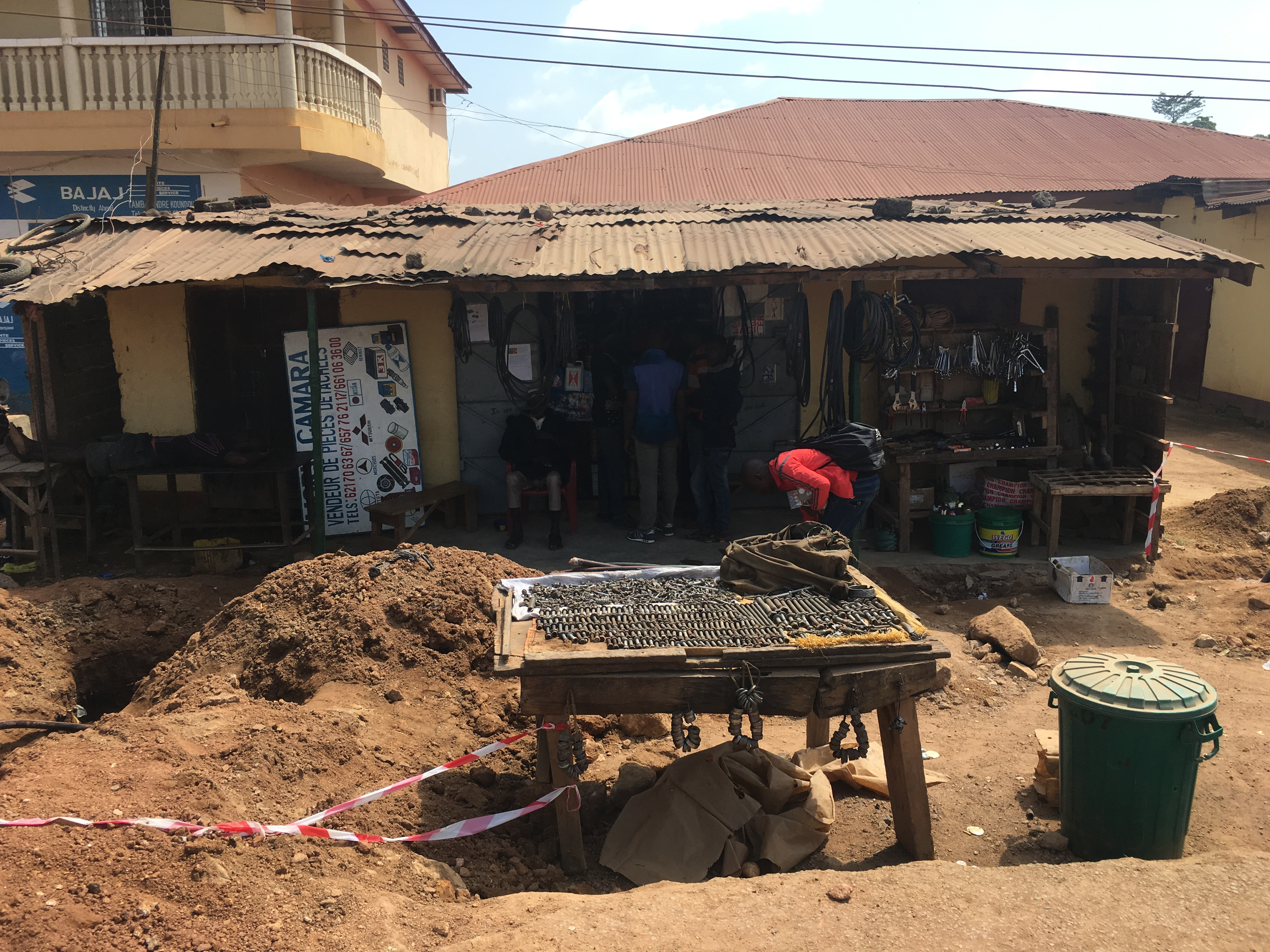
Marktkraam in Guéckédou

1. Guéckédou-Centre
2. Bolodou
3. Fangamadou
4. Guendembou
5. Kassadou
6. Koundou
7. Nongoa
8. Ouéndé-Kénéma
9. Tekoulo
10. Termessadou-Dibo